# Карагёз

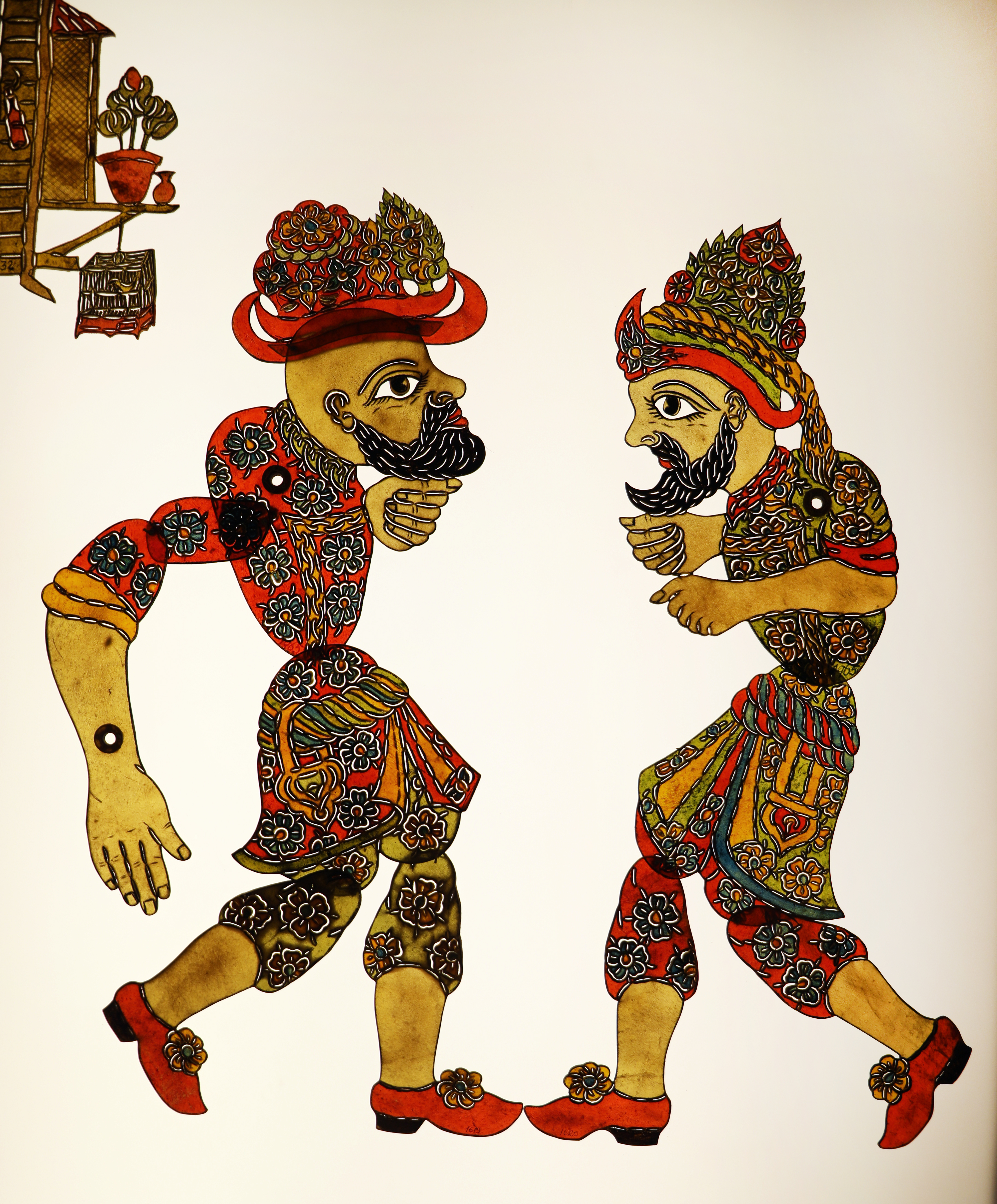
Карагёз (слева) и Хадживат (справа)

Карагёз (тур. Karagöz, буквально — чёрноглазый), 1) персонаж турецкого теневого театра, воплощение народного юмора, природной смекалки. 2) Театр кукол в Турции, получивший наименование от главного героя представлений. Возник в XVI веке. Помимо основного персонажа, в представлении участвовали: партнёр Карагёза Хадживат, горожане, анатолийские крестьяне, плутоватый дервиш и др. Иногда представления театра отражали недовольство широких масс правительством и существующими порядками.

## Возникновение театра «Карагёз»
Впервые о Карагёзе услышали в Древней Греции, он занимал должность «комедийного раба», обладал природным юмором, сметливостью и наблюдательностью. Он мог спокойно выражать своё мнение о несовершенном мире, поскольку терять ему было нечего. Он регулярно выступал на греческих, а затем и византийских подмостках до тех пор, пока Константинополь не стал османской столицей.
Есть и сторонники версии, что в Турцию теневой театр пришел из Египта, а уже после этого в нем появились турецкие мотивы и характерные особенности. Окончательно театр теней «Карагёз» сформировался в 17 веке.
Мусульманское духовенство отрицательно относилось к театральным представлениям, но театр теней не попал под его запрет. Вот так бывший раб и стал турком, назвав себя Карагёзом. Именно тогда у него и появился товарищ Хадживат. Театр пользовался растущей популярностью, во дворце султана регулярно давались представления.

## Характер персонажей и сценического действия
По характеру главный персонаж — черноглазый плут и бабник, сходный с Петрушкой или Полишинелем. В силу своей любвеобильности он беспрестанно попадает в тысячи комических и трагикомических положений; особенно комической считается пьеса «Карагёз — жертва своего целомудрия», где друг персонажа поручает ему строго присматривать за своей женой, а та старается соблазнить самого Карагёза.
О начале представления сигнализировал кларнет, после чего появлялся друг Карагёза Хадживат с грустной песней. Сама пьеса была простой, но в то же время увлекательной для тогдашнего зрителя. Карагёз всячески пытался соблазнить жену Хадживата, а муж всячески ему препятствовал.
Фигуры, которые участвовали в представлении, были изготовлены из кожи буйвола или верблюда. Кусочки связывали между собой таким образом, чтобы они походили на фигуры, а затем раскрашивали особыми красками.
Театр Карагёза широко распространился по всей Османской империи, в состав которой входила и Греция. И здесь, в Греции, он стал вполне современным греком и несколько изменил своё имя на новогреческий лад — Карагиозис. Друг же его, Хадживат, принял имя Хадзиаватиса (Χατζηαβάτης).
Таким образом, персонаж вернулся к грекам уже в «отуреченном» виде.